# Phlaeoba angustidorsis
Phlaeoba angustidorsis is een rechtvleugelig insect uit de familie veldsprinkhanen (Acrididae). De wetenschappelijke naam van deze soort is voor het eerst geldig gepubliceerd in 1902 door Ignacio Bolívar..
De soort werd ontdekt in Kodaikanal (tegenwoordig in de Indiase deelstaat Tamil Nadu).